# VX
VX (chất hóa học), tên IUPAC O-ethyl S-2-(diisopropylamino) ethyl] methylphosphonothioate, là một chất cực kỳ độc hại được tạo ra nhằm mục đích phục vụ cho chiến tranh hóa học. VX là một vũ khí hóa học, nó được phân loại như một vũ khí hủy diệt hàng loạt của Liên Hợp Quốc tại Nghị quyết Liên Hợp Quốc 687. Việc sản xuất và tàng trữ VX được đặt ra ngoài vòng pháp luật của Công ước vũ khí hóa học năm 1993. VX là tác nhân thần kinh được biết đến nhiều nhất trong nhóm tác nhân thần kinh V.
Ở trạng thái nguyên thể, VX là chất độc không màu, không mùi, ở dạng dung dịch màu nâu. Chất độc xâm nhập qua da, mắt và đường hô hấp vào cơ thể và gây ra đầu tiên ho và buồn nôn. Sau đó, nó làm tê liệt các cơ hô hấp và làm chết người trong vòng một vài phút trong tình trạng chuột rút nặng và đau đớn. Liều gây chết trung bình là khoảng 1 mg qua đường hô hấp, hoặc 10 mg nếu hấp thụ qua da. Tuy nhiên, cũng có những trường hợp chết người được mô tả mặc dù chỉ nhận liều thấp hơn nhiều (4 μg/kg uống và 86 μg/kg qua da).

## Lịch sử
Vào thập niên 50, Ranajit Ghosh, một nhà hóa học tại Phòng thí nghiệm bảo vệ Thực vật thuộc Viện Hóa học hoàng gia Anh (ICI) đã khám phá ra một dãy các hợp chất este của axit phosphorric (hay còn được gọi là organophosphate, những hợp chất este thay thế cho nhóm eminoethanethiols). Giống như Gerhard Schrader, một nhà khoa học đã có khám phá sớm hơn về organophosphate, Ghosh nhận thấy rằng chúng biểu hiện khá nhiều đặc tính của thuốc trừ sâu. Vào năm 1954, ICI đã đem một trong số những hợp chất trên bày bán tại chợ dưới tên thương hiệu là Amiton. Nhưng chúng sớm bị thu hồi lại, vì các chất trên quá độc hại để sử dụng an toàn. Các độc tính không được chú ý nhiều, và một số mẫu thử được gửi đến Cơ quan Lực lượng vũ trang Hoàng Gia Anh tại Porton Down nhằm mục đích nghiên cứu và phát triển. Sau khi quá trình phát triển được hoàn thiện, các hợp chất trong dãy này được xếp vào nhóm Chất độc thần kinh, được gọi là tác nhân V. VX là chất được biết đến nhiều nhất trong nhóm này. Sau đó, Amiton cũng được biết tới nhiều hơn với tên gọi VG.

## Tính chất vật lý
VX có độc tính cao gấp khoảng 10 lần Sarin. VX là một dung dịch nhớt đặc và khó bay hơi. Ở thể lỏng, chúng tương tự dầu động cơ về mặt hình thức. Điều này đặc biệt nguy hiểm, vì chúng khá bền vững trong môi trường sống.

## Sản xuất
VX được sản xuất thông qua phản ứng chuyển vị este. Điều này đòi hỏi một loạt các bước theo đó phosphor triclorua được methyl hóa để sản xuất methyl phosphonous diclorua. Sản phẩm này được phản ứng với ethanol để tạo thành một diester. Chất này sau đó được chuyển vị este với N,N-diisopropylaminoethanol để sản xuất phosphonite hỗn hợp. Cuối cùng, tiền chất này ngay lập tức phản ứng với lưu huỳnh để tạo thành VX.
VX cũng có thể trở thành vũ khí hóa học hai thành phần mà kết hợp để tạo thành các tác nhân trước khi phát hành. VX hai thành phần được gọi là VX2, và được tạo ra bằng cách trộn với O- (2-diisopropylaminoethyl) o'-ethyl methylphosphonite (Agent QL) kèm lưu huỳnh nguyên chất (tác nhân NE) như được thực hiện trong những quả bom hóa học trên không Bigeye. Nó cũng có thể được sản xuất bằng cách trộn với các hợp chất lưu huỳnh, như với các hỗn hợp chất lỏng dimethyl polysunfit (tác nhân NM) trong chương trình hai thành phần XM-768 8-inch.